# Franziscus Wolf
Franziskus Wolf, også kendt som Franz Wolf (2. februar 1876 i Essen-Borbeck – 23. februar 1944 i Indonesien) var en tysk missionær og romersk-katolsk biskop.
Som 14-årig i 1890 indtrådte han som kandidat i en missionærorden, og i 1899 opnåede han indvielse som præst. I 1914 udsendtes han som missionær i Lomé. Allerede den 28. juni samme år opnåede han titlen som biskop.
Under 2. verdenskrig var han i Japan, hvor han sammen med andre gejstlige blev holdt interneret på vulkanøen Manam. Han protesterede forgæves mod de primitive forhold, bl.a. havde 3/4 af missionærerne fået malaria. I februar 1944 blev vulkanøen evakueret, men skibene, bl.a. "Dorish Maru" med de overlevende missionærer blev angrebet af amerikanske bombefly, og ca. 40 blev dræbt.  Biskop Wolf døde den 23. februar 1944 i en japansk interneringslejr som følge af svære kvæstelser. De døde missionærer, inklusive Wolf blev intermistisk begravet på stranden, men fik i 1947 oprejsning ved en egentlig begravelsesceremini.
 
I Essen er en gade opkaldt efter ham: Bischof-Franz-Wolf-Straße.

## Links
- Gedenkseite zu Bischof Franziskus Wolf Arkiveret 6. marts 2016 hos  Wayback Machine
- Eintrag über Franziskus Wolf auf catholic-hierarchy.org Arkiveret 25. oktober 2012 hos  Wayback Machine (engelsk)